# Scionecra queenslandica
Scionecra queenslandica är en insektsart som först beskrevs av Sjostedt 1918.  Scionecra queenslandica ingår i släktet Scionecra och familjen Diapheromeridae. Inga underarter finns listade i Catalogue of Life.